# Pižinovac
Pižinovac falu Horvátországban, Dubrovnik-Neretva megyében. Közigazgatásilag Slivno községhez tartozik.

## Fekvése
Makarskától légvonalban 54, közúton 72 km-re délkeletre, Pločétől légvonalban 11, közúton 20 km-re délkeletre, községközpontjától légvonalban 2, közúton 6 km-re délre Neretva völgyének alsó részén fekszik.

## Története
A török alóli felszabadítás után két hullámban a szomszédos Hercegovinából érkezett horvát ajkú lakosság telepedett itt le. Az első telepesek már 1686-ban megérkeztek és legelőször Opuzen környékét népesítették be. Slivno felszabadítása után népesültek be a slivnoi falvak. A második nagyobb hullám az ún. kis háború (1714-1718) idején érkezett. Már rögtön a felszabadulás után 1689-ben megalapították a slivno ravnoi plébániát. A velencei uralomnak 1797-ben vége szakadt és osztrák csapatok vonultak be Dalmáciába. 1806-ban az osztrákokat legyőző franciák uralma alá került, de Napóleon lipcsei veresége után 1813-ban újra az osztrákoké lett. A településnek 1890-ben 31, 1910-ben 4 lakosa volt. 1918-ban az új szerb-horvát-szlovén állam, majd később Jugoszlávia része lett. A második világháború idején a Független Horvát Állam része volt. A háború után a szocialista Jugoszlávia része lett. A háborút követően megindult a Neretva deltavidékének meliorációja, mely még ma sem fejeződött be teljesen. A mocsártól visszahódított területen intenzív mezőgazdasági művelés folyik, főként mandarin, szőlő, füge és olajfaültetvények találhatók. A Kis-Neretva és a tengerpart mentén több új település is létrejött, miközben a régi, magasabban fekvő települések kiürültek. A településnek 2011-ben 2 lakosa volt, akik főként a mezőgazdaságból éltek.

## Népesség
| Lakosság változása | Lakosság változása | Lakosság változása | Lakosság változása | Lakosság változása | Lakosság változása | Lakosság változása | Lakosság változása | Lakosság változása | Lakosság változása | Lakosság változása | Lakosság változása | Lakosság változása | Lakosság változása | Lakosság változása | Lakosság változása |
| ------------------ | ------------------ | ------------------ | ------------------ | ------------------ | ------------------ | ------------------ | ------------------ | ------------------ | ------------------ | ------------------ | ------------------ | ------------------ | ------------------ | ------------------ | ------------------ |
| 1857               | 1869               | 1880               | 1890               | 1900               | 1910               | 1921               | 1931               | 1948               | 1953               | 1961               | 1971               | 1981               | 1991               | 2001               | 2011               |
| 0                  | 0                  | 0                  | 31                 | 0                  | 4                  | 0                  | 0                  | 11                 | 26                 | 39                 | 28                 | 0                  | 0                  | 13                 | 2                  |

(1857 és 1880 között, 1900-ban, 1921-ben, 1931-ben és 1981-ben lakosságát Slivno Ravnohoz, 1991-ben pedig Lovorjéhez számították)

## Gazdaság
A település gazdaságának alapját a mezőgazdaság adja. A II. világháborút követő vízrendezési munkák során nagy területeket hódítottak el a Neretva deltavidékét elfoglaló mocsártól, ahol intenzív mezőgazdasági termelés indult meg. Ezen a területen ma kiterjedt mandarin, szőlő, füge és olajfaültetvények találhatók.